# Abstimmung21
Abstimmung21 (Eigenschreibweise: ABSTIMMUNG21) ist ein gemeinnütziger Verein, der sich dafür einsetzt, dass Volksabstimmungen als Instrument direkter Demokratie nicht mehr nur auf kommunaler oder Bundesländer-Ebene, sondern auch bundesweit in Deutschland ermöglicht werden. Er wurde 2021 als Trägerverein der Kampagne Abstimmung21 gegründet, die im selben Jahr parallel zur Bundestagswahl eine Abstimmung zu vier Sachthemen durchführte. 2023 fand eine zweite Abstimmung statt, eine weitere Abstimmung im Jahr 2024 ist eingeleitet.

## Kampagne 2021
Zur Bundestagswahl im September 2021 führte Abstimmung21 in Zusammenarbeit mit weiteren zivilgesellschaftlichen Organisationen eine bundesweite Volksabstimmung über vier politische Themen durch. Zwei der Themen wurden vorgegeben, zwei weitere Themen wurden durch ein Voting auf den Plattformen Change.org und OpenPetition bestimmt, die beide zum Trägerkreis von Abstimmung21 gehören. Im Zuge dieses Votings gab es den Versuch einer organisierten Einflussnahme durch dem Trägerkreis fernstehende Akteure, die für ein eigenes Thema zur Teilnahme mobilisierten.
Zur Vorbereitung wurde allen Teilnehmern als Entscheidungshilfe ein Abstimmungsheft zur Verfügung gestellt. Es enthielt ausführliche Vorschläge für Gesetzesänderungen, zum Teil in Form ausgearbeiteter Gesetzentwürfe, zum Teil in Form von Forderungslisten. Zu allen Themen waren neutral gehaltene Darstellungen der jeweiligen Pro- und Contra-Argumente beigefügt. Dieses Verfahren sollte exemplarisch zeigen, wie sich die Organisatoren die Vorbereitung einer in Zukunft einzuführenden formal gültigen Volksabstimmung wünschen.
Im August und September 2021 konnten Stimmzettel bestellt und ausgefüllt an den Verein gesendet werden, der sie mit vielen ehrenamtlichen Helfern kurz nach der Bundestagswahl auszählte und die Ergebnisse veröffentlichte. 344.556 Menschen meldeten sich zur Teilnahme an, 160.076 nahmen schließlich teil. Stimmen von Teilnehmern ab einem Alter von 16 Jahren wurden von den Organisatoren als gültige Stimmen gezählt.
Die vier Themen mit dem Wortlaut der gestellten Fragen und ihren Abstimmungsergebnissen (Enthaltungen und ungültige Stimmen wurden nicht gezählt):
1. Widerspruchsregelung bei der Organspende: „Stimmen Sie zur Erhöhung der Organspenden für die Einführung der doppelten Widerspruchsregelung gemäß des hier vorgelegten Gesetzesvorschlags[5]?“ Ergebnis: 70,39 % ja, 29,61 % nein.
2. Keine Profite mit Krankenhäusern: „Stimmen Sie für die Überführung des aktuellen Krankenhausfinanzierungssystems (DRG-System) in ein gemeinwohlorientiertes Finanzierungssystem mit mindestens den unten stehenden Zielen und Forderungen[6]?“ Ergebnis: 97,12 % ja, 2,88 % nein.
3. Volksabstimmung auf Bundesebene: „Stimmen Sie der Einführung von bundesweiten Volksabstimmungen gemäß des hier vorgelegten Gesetzesvorschlags[7] zu?“ Ergebnis: 93,32 % ja, 6,68 % nein.
4. Klimawende 1,5 Grad: „Stimmen Sie für das 20-Punkte-Paket an Klimaschutzmaßnahmen[8] zur Reduktion der Treibhausgasemissionen in Deutschland gemäß dem 1,5-Grad-Ziel?“ Ergebnis: 79,83 % ja, 20,17 % nein.

## Kampagne 2023
Eine erneute Kampagne war ursprünglich für 2022 geplant und begann am 1. Mai 2023. Im Mai und Juni konnten Vorschläge zu Abstimmungsthemen eingereicht und online darüber abgestimmt werden. Im Juli 2023 gab der Verein drei Themen, die die meisten Stimmen erhalten haben, für die Abstimmung im September bekannt. Wieder wurden Pro- und Contra-Argumente in einem ausführlichen Abstimmungsheft dargestellt. Die Auszählung und Bekanntgabe der Ergebnisse fand im Oktober 2023 statt.
Die drei Themen mit dem Wortlaut der gestellten Fragen und ihren Abstimmungsergebnissen:
1. Amtliche Rechtschreibung: „Stimmen Sie dafür, dass Bundesbehörden in allen öffentlichen Texten nicht gendern, indem sie sich an das Amtliche Regelwerk der deutschen Sprache halten?“ Ergebnis: 83,56 % ja, 16,44 % nein.
2. Ersatzstimme bei Bundestagswahlen: „Stimmen Sie für eine Ersatzstimme bei der  Bundestagswahl?“ Ergebnis: 73,25 % ja, 26,75 % nein.
3. Naturmedizin im Gesundheitssystem: „Stimmen Sie für eine Stärkung der Naturmedizin im Gesundheitssystem?“ Ergebnis: 81,99 % ja, 18,01 % nein.

## Kampagne 2024
Im Frühjahr 2024 begann die 3. bundesweite Volksabstimmung. In einer zweistufigen Online-Abstimmung vom 15. April bis zum 30. Juni wurden drei Themen für die Abstimmung im Herbst ermittelt. Im September 2024 erschien dazu wieder ein Abstimmungsheft mit der ausführlichen Erläuterung der aktuellen Situation, der Änderungsvorschläge und der Pro- und Contra-Argumente.
Die gestellten Fragen und die Abstimmungsergebnisse:
1. Fuchsjagd: „Soll eine ganzjährige Schonzeit für Füchse eingeführt werden?“ Ergebnis: 72,06 % Ja, 27,94 % Nein.
2. Antibiotika in der Nutztierhaltung: „Stimmen Sie für die vorgeschlagenen Maßnahmen zur Reduzierung des Einsatzes von Antibiotika in der industriellen Tierhaltung?“ Ergebnis:  95,80 % Ja, 4,20 % Nein.
3. Lobbyismus: „Stimmen Sie für die vorgeschlagenen Maßnahmen zur Regulierung von Lobbyismus?“ Ergebnis: 97,57 % Ja, 2,43 % Nein.

## Kampagne 2025
Im Frühjahr 2025 startete der Verein die 4. bundesweite Volksabstimmung. Dieses Mal wurde nicht zur Einreichung eigener Themenvorschläge aufgerufen. Statt dessen stand die Themenwahl unter dem Gedanken des Volkseinwands, also der nachträglichen Bestätigung oder Ablehnung eines Gesetzes, das vom Parlament bereits beschlossen ist, durch eine Volksabstimmung. Dazu wurden 15 vom Bundestag in der zurückliegenden Zeit beschlossene Gesetze als Themen für die Online-Abstimmung bis zum 15. Juni zur Auswahl gestellt. Zwei von ihnen erhielten die meisten Stimmen. Parallel dazu wurden auf der Plattform OpenPetition sieben weitere Themen vorgeschlagen, von diesen wurden die zwei mit der höchsten Beteiligung (Pro- und Kontra-Beiträge zusammengerechnet) ausgewählt. Auf diese Weise wurden vier Abstimmungsthemen bestimmt, zunächst noch ohne präzise Formulierung der Fragestellung:
1. Änderung im Klimaschutzgesetz,
2. Grundgesetzänderung Schuldenbremse,
3. Vermögenssteuer für Superreiche,
4. Ukrainekrieg: Verhandlungen statt Waffen.